# Robert Radecke
Albert Martin Robert Radecke (født 31. oktober 1830 i Dittmannsdorf ved Waldenburg i Schlesien, død 21. juni 1911 i Wernigerode) var en tysk musiker.
Radecke kom tidlig til Berlin, hvor han tog fast ophold og kom til at spille en vis rolle i musiklivet, navnlig i de konservative kredse, der sluttede sig til Akademiet, af hvilket Radecke blev medlem 1874. Radecke var en tid hofkapelmester, senere leder af det Sternske konservatorium. Hans lærervirksomhed betød mere end hans ikke meget omfattende komponistgerning (symfoni, ouverturer, syngespil og navnlig sange og korstykker).